# 豊後国分寺
豊後国分寺（ぶんごこくぶんじ）は、大分県大分市にある天台宗の寺院。山号は医王山。本尊は薬師如来。
奈良時代に聖武天皇の詔により日本各地に建立された国分寺のうち、豊後国国分寺の後継寺院にあたる。本項では現寺院とともに、創建当時の史跡である豊後国分寺跡（国の史跡）と豊後国分尼寺についても解説する。

## 歴史

### 古代
寺伝によると、天平13年（741年）に聖武天皇の勅令（国分寺建立の詔）により石川民部某が藤原智泉とともに僧寺・尼寺を建て、のちに行基を開基としたという。ただし、天平13年は天皇の発願の年であるため未完成の国が多く、天平16年（744年）に諸国に督促がなされているほどであることから、寺伝の天平13年説は否定の向きが強い。
『続日本紀』天平勝宝8歳（756年）12月20日条には、豊後国を含む26か国の国分寺に灌頂幡などが下賜されたと記載されており、出土瓦からみても当寺はその時にはほぼ完成していたと推定されている。
『豊後国風土記』の大分郡条には「寺二所僧寺尼寺」と記載されているが、同書は国分寺建立の詔以前、天平12年（740年）頃までに成立していたと推定されるため、この「僧寺」は豊後国分寺を指すものではないと考えられている。

### 中世
瓦の様式変化の調査等によると、創建当初の伽藍を中世まである程度保持していた国分寺は全64寺のうち14寺にすぎないが、豊後国分寺はその1つに数えられている。
鎌倉時代の仁治元年（1240年）、大友氏が西大寺の僧・忍性を請来し中興開山としたという。
『柞原八幡宮文書』によると、豊後国分寺は永禄10年（1567年）には豊後国一宮・柞原八幡宮の末寺の1つとなっていたことが確認できる。さらに元弘2年（1332年）及び嘉慶2年（1388年）にも柞原八幡宮の神宮行事の役を勤めたことが記録されていることから、南北朝時代頃には末寺となっていたと考えられている。国分寺の末寺化は平安時代以降に広く見られる現象であるが、一宮の末寺となった例は豊後国分寺が唯一である。
府内（中世の大分市）は、天正14年（1586年）島津家久により焼き討ちに遭い、その際に豊後国分寺も廃寺となったと伝えられる。ただし、発掘調査では遺跡から焼き討ちの痕跡は発見されていない。

### 近世以降
江戸時代、延宝3年（1675年）に天台宗の僧・円海により再興が始まり、元禄7年（1694年）に本堂が完成した。
現在は、創建当初の金堂の位置に薬師堂、塔の位置に観音堂が現存しており、天台宗に属して「医王山国分寺」と号する。

## 伽藍
薬師堂（本堂）は旧国分寺の金堂跡に、観音堂は塔跡に重複している。

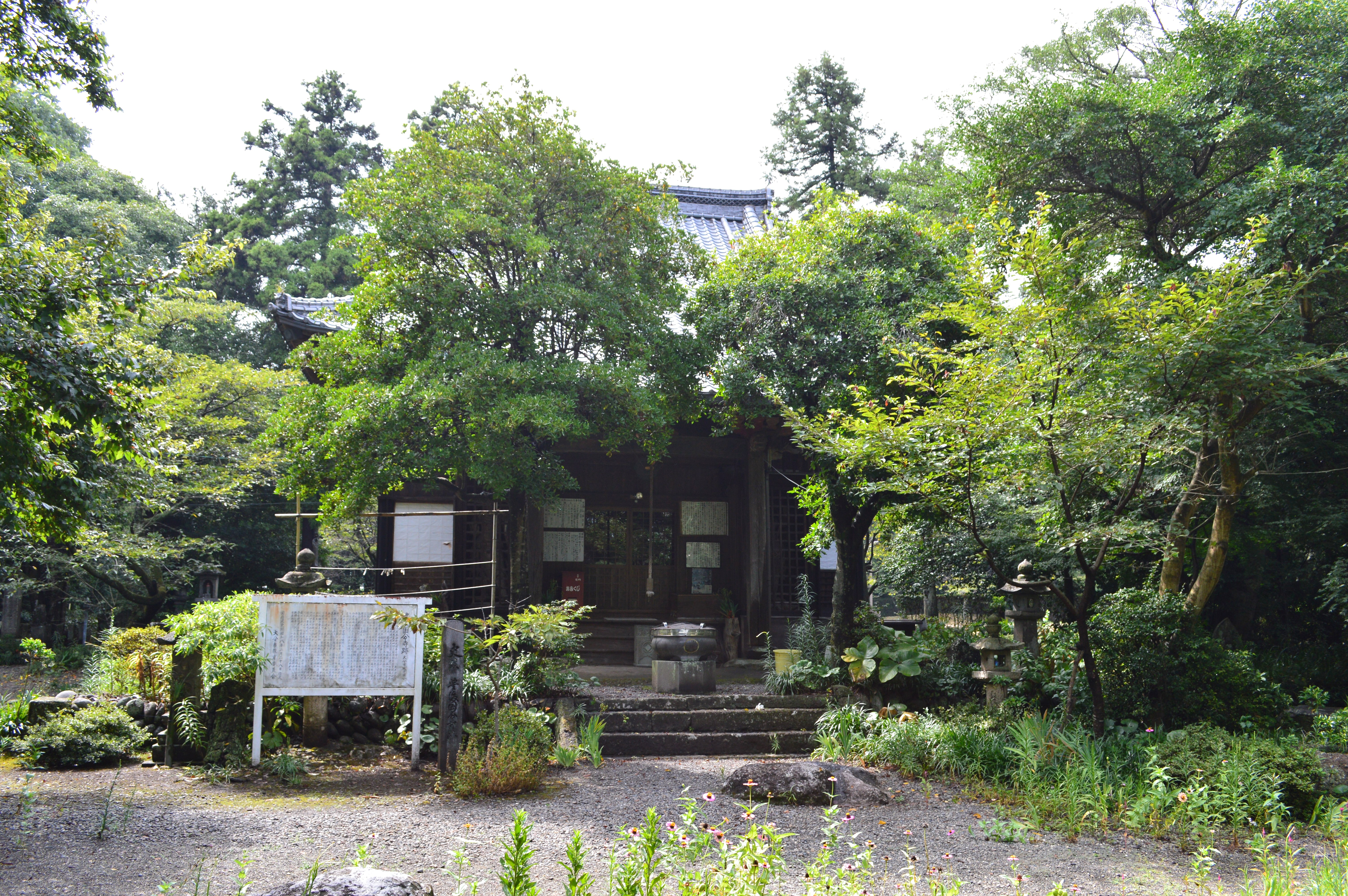
薬師堂（本堂）
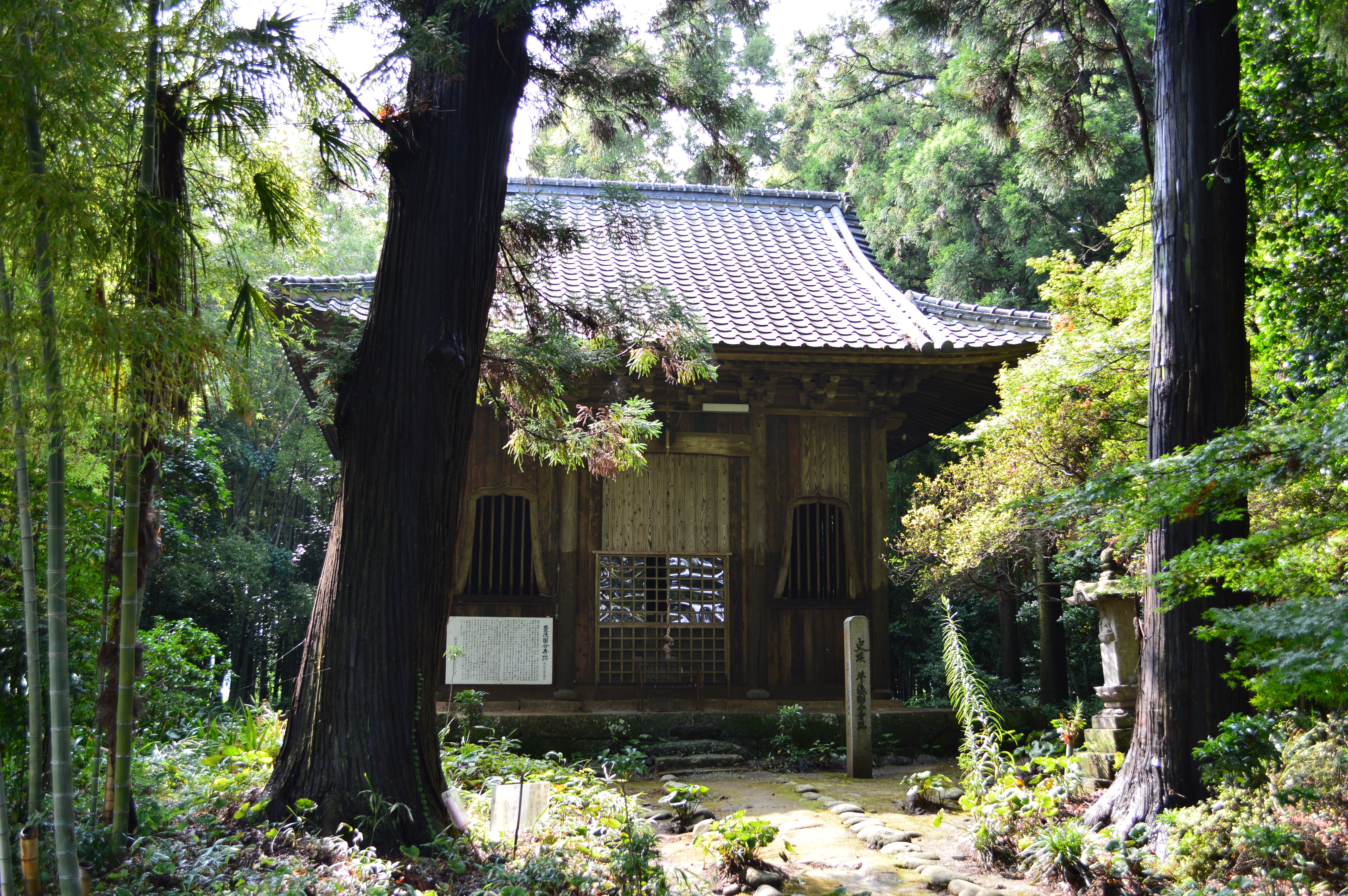
観音堂

## 豊後国分寺跡
発掘調査の結果、寺域は東西183メートル、南北300メートルと復原される。この中に中門、金堂、講堂、食堂（じきどう）が南北に並び、金堂の南西に七重塔が位置する大官大寺形式の伽藍を有していた。
現在、観音堂がある場所に塔基壇が、薬師堂がある場所に金堂跡が検出されている。塔は七重塔で、遺構から復元すると基壇の1辺が18メートル、建物は初層の1辺が11メートル、高さは推定60メートル余という巨大な塔であったと考えられ、全国に64寺ある国分寺の中でも3本指に入るとも言われる。金堂跡の礎石は薬師堂建立時に移動されて原位置を保っていなかったが、金堂は南面し、正面七間、奥行四間であったと推定されている。金堂跡の北には講堂跡の土台が残り、その北にあった掘立柱建物は食堂と推定されている。
講堂跡と食堂跡は基壇が整備されており、約3.3haが整備されて豊後国分寺跡史跡公園になっている。また、隣接地には大分市歴史資料館が建設され、豊後国分寺の七重塔の復元模型や豊後国分寺からの出土品などが展示されている。

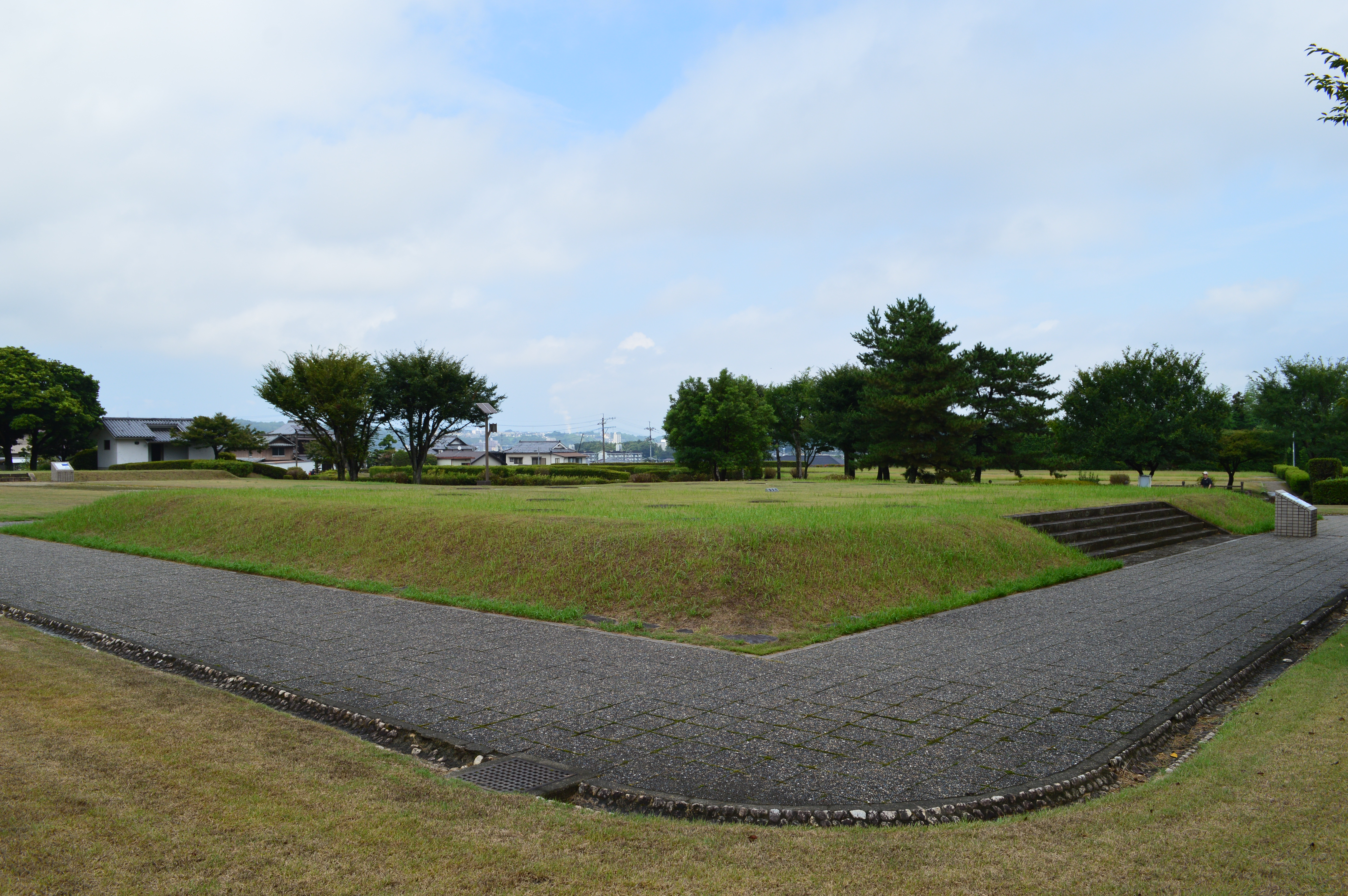
講堂跡
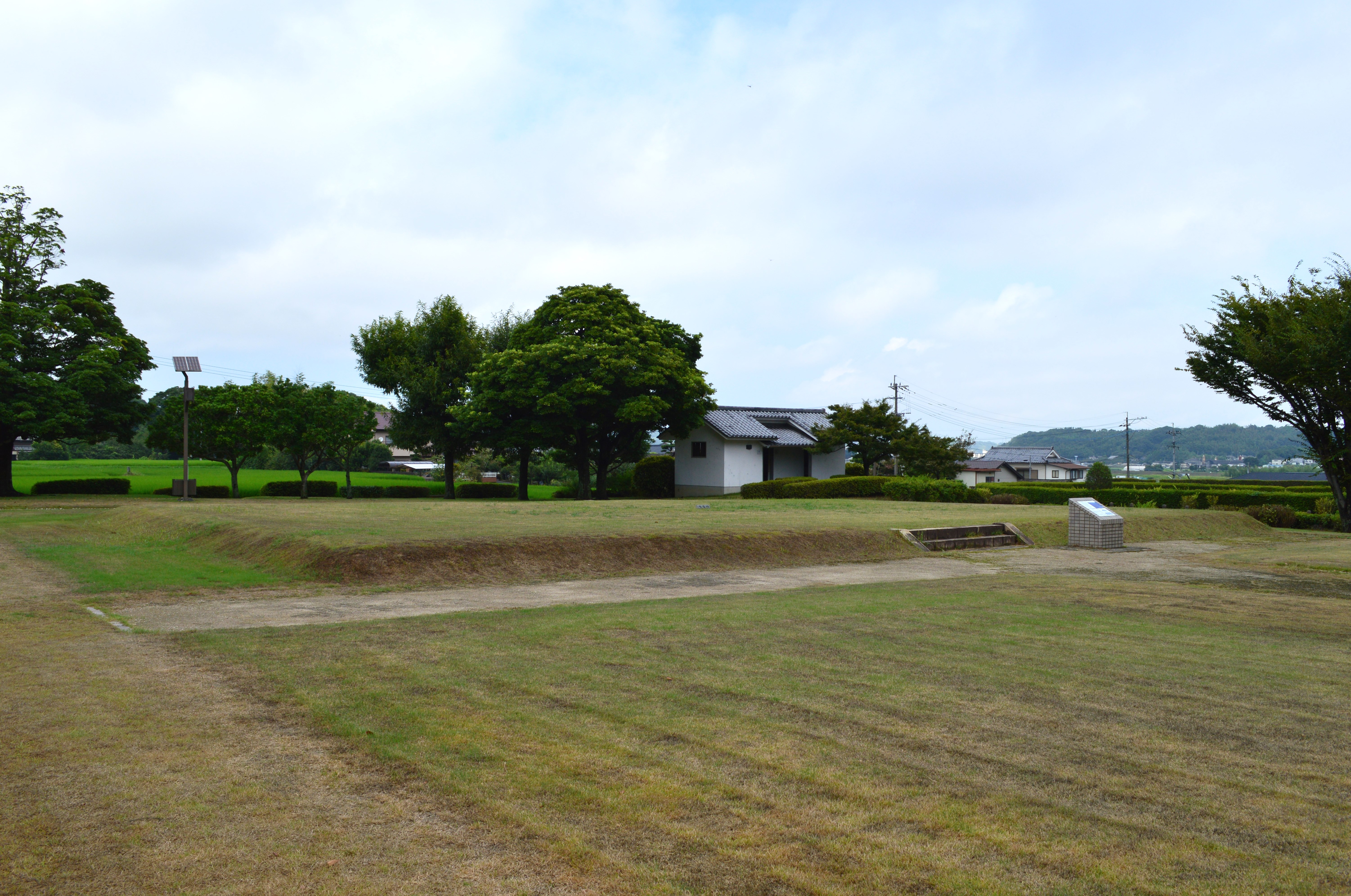
食堂跡
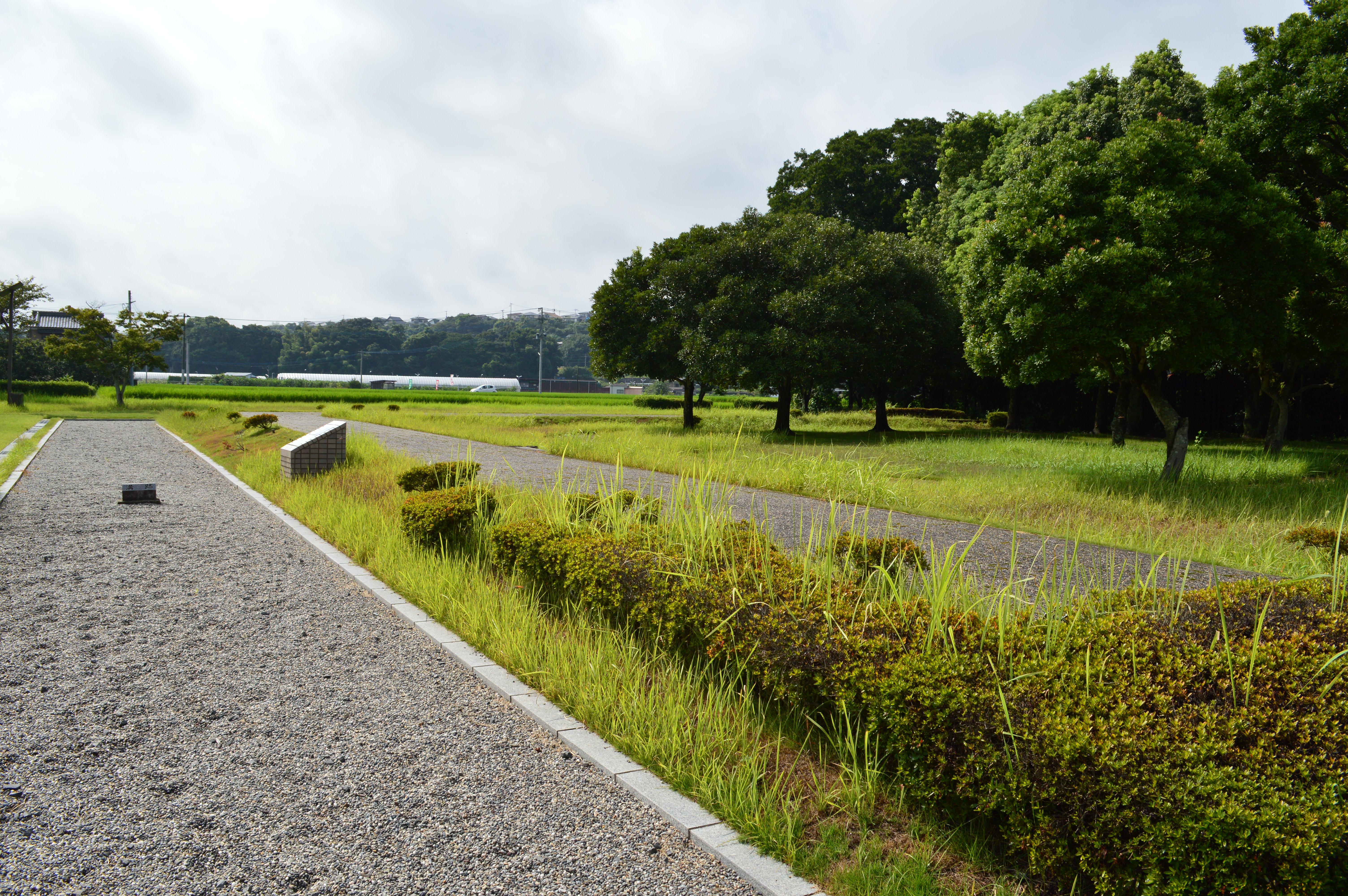
回廊跡
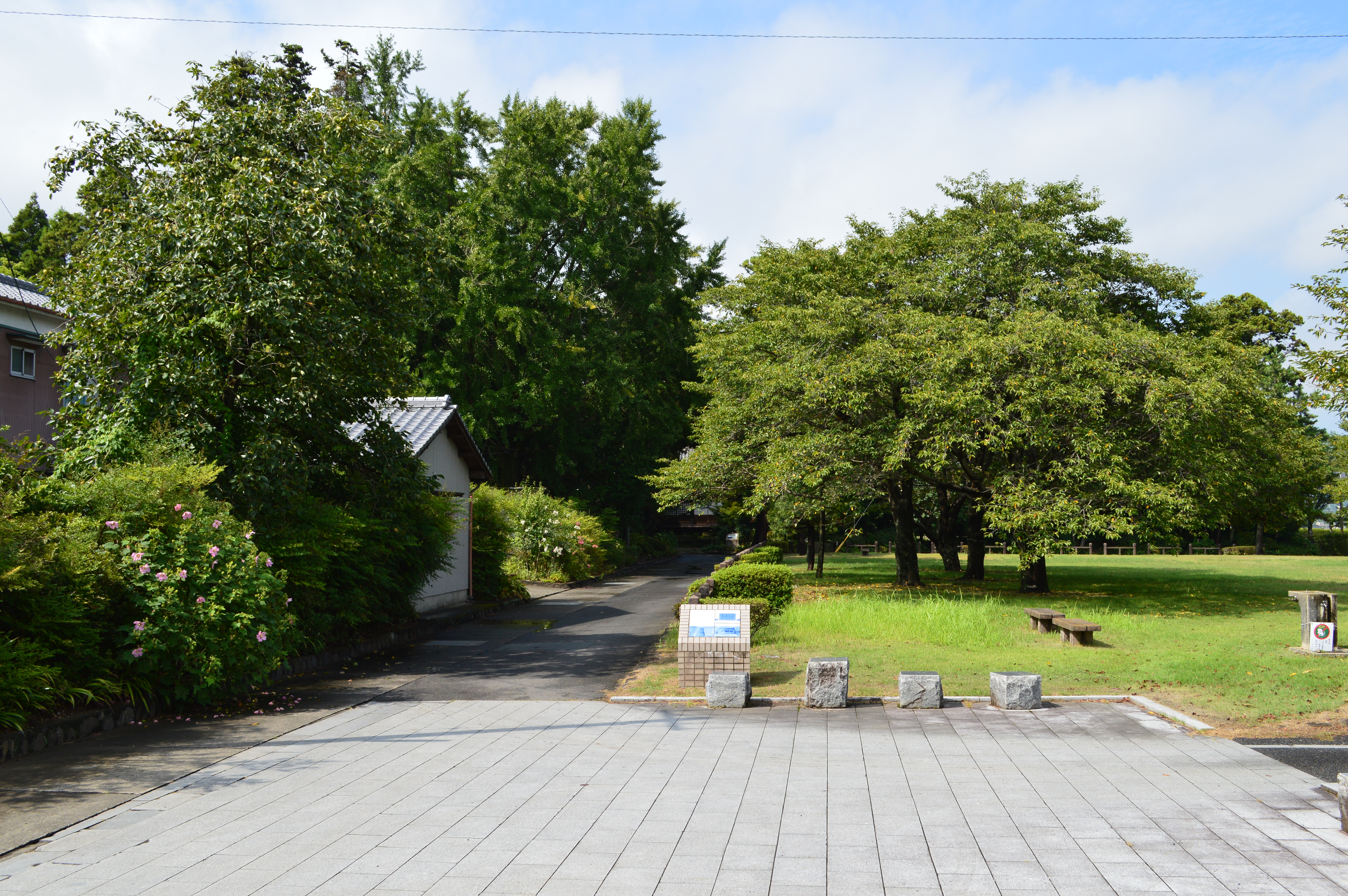
中門跡
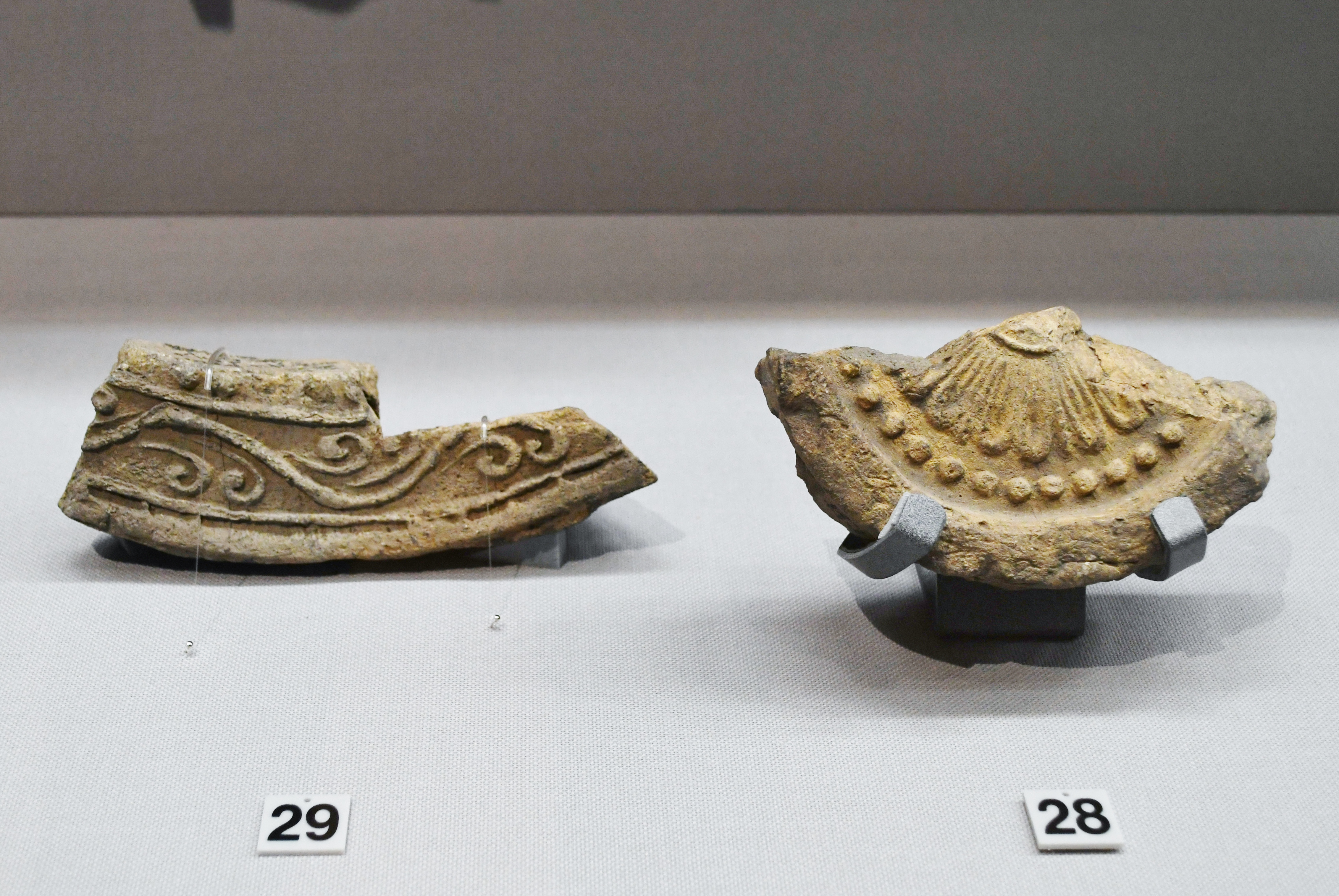
軒瓦 東京国立博物館展示。

## 豊後国分尼寺
尼寺の所在は明らかではない。僧寺の寺域外、北西部の地域には4棟の掘立柱建物跡があるが、ここからは「尼□ 尼寺 天長九」と書かれた土器が発掘された。この遺構自体が国分尼寺そのものではないにしても、天長9年（832年）に尼寺が存在したことを証明する資料であるとして、大分市の文化財に指定されている。

## 文化財
現国分寺が所有する文化財、国分寺関連文化財の一覧。

### 国の史跡
- 豊後国分寺跡 - 昭和8年2月28日指定。管理者は大分市。

### 大分市指定有形文化財
- 十一面観音立像 - 昭和56年8月1日指定。管理者は国分寺。
- 墨書土器 - 土器3点に「尼寺」の記載があり、その存在を裏付ける資料。平成23年12月19日指定。管理者は大分市教育委員会。

## 現地情報
所在地
- 大分県大分市国分972

交通アクセス
- 鉄道：JR九州久大本線 豊後国分駅 （徒歩2分）
- バス：JR九州日豊本線 大分駅から、大分バスで「歴史資料館入口」バス停下車 （下車後徒歩すぐ）

周辺
- 大分市歴史資料館